# NGC 328
NGC 328 ist eine Balken-Spiralgalaxie mit aktivem Galaxienkern im Sternbild Phönix am Südsternhimmel. Sie ist schätzungsweise 324 Millionen Lichtjahre von der Milchstraße entfernt und hat einen Durchmesser von etwa 250.000 Lj. Wahrscheinlich bildet sie mit NGC 323 ein gravitativ gebundenes Duo.

Im selben Himmelsareal befinden sich u. a. die Galaxien NGC 312 und NGC 348. 
Das Objekt wurde am 5. September 1836 von dem britischen Astronomen John Frederick William Herschel entdeckt.